# Polyalthia habrotricha
Polyalthia habrotricha är en kirimojaväxtart som beskrevs av Albert Charles Smith. Polyalthia habrotricha ingår i släktet Polyalthia och familjen kirimojaväxter. Inga underarter finns listade i Catalogue of Life.